# 諸星清佳
諸星 清佳（もろほし さやか、1965年2月24日 - ）は、日本の男性ジャーナリスト。北海道釧路市生まれの札幌市育ち。旧姓は𠮷井。

## 来歴

### 留学と中国ルポ
北海道札幌西高等学校、東京外国語大学中国語学科卒業。中国現代文学を専攻。大学在学中からルポを書き始め、学内誌に山谷の潜入ルポなどを載せる。
北海道新聞記者を経て、東京外国語大学大学院地域文化研究科博士前期課程修了。歴史文化論を修める。1987年9月-1989年2月、武漢大学、1991年9月-1992年7月、北京大学に留学。
『週刊金曜日』に同誌としては最初の長編ルポ「赤い夢から覚めて――改革開放下の中国を行く」を連載するが、編集部の中共礼賛派に様々な妨害を受けた。特にチベット報道では、中国のチベット政策に批判的だと自称する編集委員の本多勝一からも掲載を反対された。同ルポは後に『ルポ中国』にまとめられる。
中国国民党党史委員会を1996年10月に訪れ、双十協定(1945年10月)と中国人民政治協商会議（1946年1月）の周辺資料を集めて『中国革命の夢が潰えたとき』を2000年1月、出版する。日本敗戦から中華人民共和国建国までの期間、中国民主化の可能性がいかにして生まれ、どのように潰えていったのかを、ドキュメンタリー形式で検証した。
1998年11月-2000年1月、国立高岡短期大学（現・富山大学芸術文化学部）情報産業学科ビジネス外語専攻（中国語）専任講師。

### 本多勝一批判
『新潮45』2004年5月号に本多勝一批判を執筆した。本多がベトナム報道で共産勢力の側に立ち、中国の文化大革命を礼賛し、北朝鮮べったりのジャーナリスト・松本昌次を支持したとして、諸星は本多を「『殺す側』にいるにもかかわらず『殺される側』に立っていると錯覚している、二流半の変なジャーナリスト」と批判した。
2009年11月発行の『別冊正論』では再度、本多批判を行い、文化大革命礼賛の過去を暴露した。諸星は、本多が過去の評論や雑文を著作集に収録する際、礼賛部分を無難な表現に書き換えたのに、出典は初出のままにしていたと批判（諸星は、出典を「××号をもとに改稿」とするのならまだ分かる、としている）。こうした本多のやり方を諸星は「文筆詐欺」と断じた。諸星によれば、本多の改竄行為は文化大革命以外にも広範囲に及び、たとえばポル・ポト派による自国民大虐殺を本多は当初、西側のデマと主張していた。
　　　　　　　　　　　　　　　　　　　↓
ここまで書き換えても、二つの文章は出典が同じ（「『潮』1975年10月号 」）だった。改竄の手口はウェブサイト「本多勝一研究会」でも詳しい。

### チベット潜入と中国崩壊論の否定
『正論』2009年5月号にチベット潜入ルポを執筆。
諸星は中国の改革開放政策を基本的に評価しており、毛沢東思想をファシズムとして退け、文革支持者をファシストと断ずる。2007年前後から流布してきた中国経済崩壊論（中国崩壊論）には、一貫して否定的だった。

### ウイグル族に対するジェノサイド
『週刊金曜日』の中国ルポ連載中、新疆ウイグル自治区の実態を報告するルポも掲載予定だったが、担当編集者の小林和子が反対して、掲載が見送られる。連載も打ち切りになった。そもそも彼女はチベットルポ掲載にも難色を示し、同ルポ以降は第２部としてはどうか（実質上の連載打ち切り）と提案していた。新疆ルポ部分は『季刊中国』№39（1994年冬季号)に掲載。この新疆ルポは単行本『ルポ中国』に所収された。

## ルポ
- 「特別取材・山谷――東京のドヤ街――（前・後）」『東京外国語大学新聞』№170（1983年11月20日）、№171・172合併号（1984年4月1日）
- 「特別ルポ・山谷――東京のドヤ街２――」『東京外国語大学新聞』No.175・176合併号(1984年11月22日)
- 「赤い夢から覚めて――改革開放下の中国を行く」『週刊金曜日』第12－21号(1994年2月4日－4月8日)
- 「赤い夢から覚めて――改革開放下のウイグル」『季刊中国』№39(1994年冬季号)
- 「今も中国の厳戒下にあえぐチベットの声を聞け」『正論』2009年5月号

## 寄稿
- 「本質とは何か――本多勝一氏の方法論を反面教師として」『歴史と未来』第21号(1995年3月)
- 「ヘンなジャーナリスト　本多勝一が消した『過去』」『新潮45』2004年5月号
- 「三度目には――追悼劉賓雁」『東方』301(2006年3月)
- 「ああ勘違い、福島瑞穂大臣の見果てぬ夢」『正論』2009年11月号
- 「ジャーナリズムの反面教師　本多勝一の“消せない過去”」『別冊正論』Extra.12(2009年11月)
- 「本当の『ペテン師』は菅ではなく朝日新聞だ」『正論』2011年8月
- 「コラム 40×40」『産経新聞』：「昔の中共は国家政権転覆扇動罪」（2010年4月15日）、「中国は多民族国家？」（2010年5月20日）、「反米『平和』市民団体の方へ」（2010年6月17日）、「『偏向教育』なんぞ影響なし」（2010年7月15日）、「ああ美しきアジア？」（2010年8月12日）、「『ハーツ・アンド・マインズ』にご用心」（2010年9月9日）、「千載一遇のチャンス逃した日本」（2010年10月7日）、「西蔵ツワンさんのこと」（2010年11月4日）
- 『北海道新聞』書評（不定期）：『丁家の人びと』(2007年11月11日)、『嵐を生きた中国知識人』(2007年1月27日）、『ダライ・ラマ「語る」』(2010年9月19日)、『新・中国人と日本人』(2011年1月9日)、『中国のマスゴミ』(2011年5月15日)、『中国共産党　支配者たちの秘密の世界』(2011年7月24日)

## 著書
- 『沈黙の国の記者――劉賓雁と中国共産党』（すずさわ書店、1992年12月）
- 『ルポ中国――「解放の夢」と「開放の現実」』（晩聲社、1996年7月）
- 『中国革命の夢が潰えたとき――毛沢東に裏切られた人々』（中公新書、2000年1月）
- 『チベットの現在――遥かなるラサ』（日中出版、2014年1月）

## 翻訳
- 『劉賓雁ルポ作品集――橋梁工事現場にて/他』(白帝社、2004年7月)